# Eugen Seibert

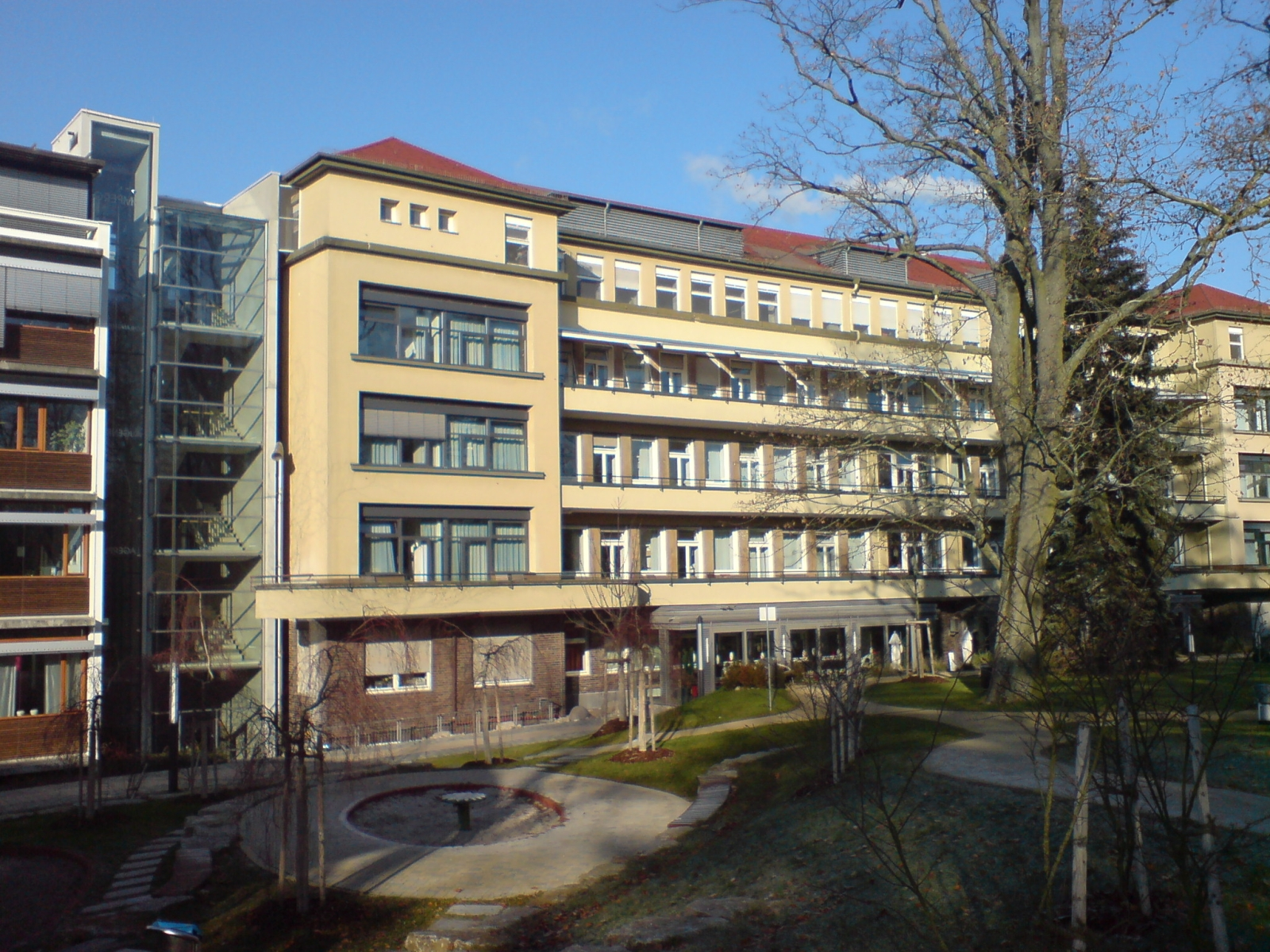
Alice-Hospital Darmstadt

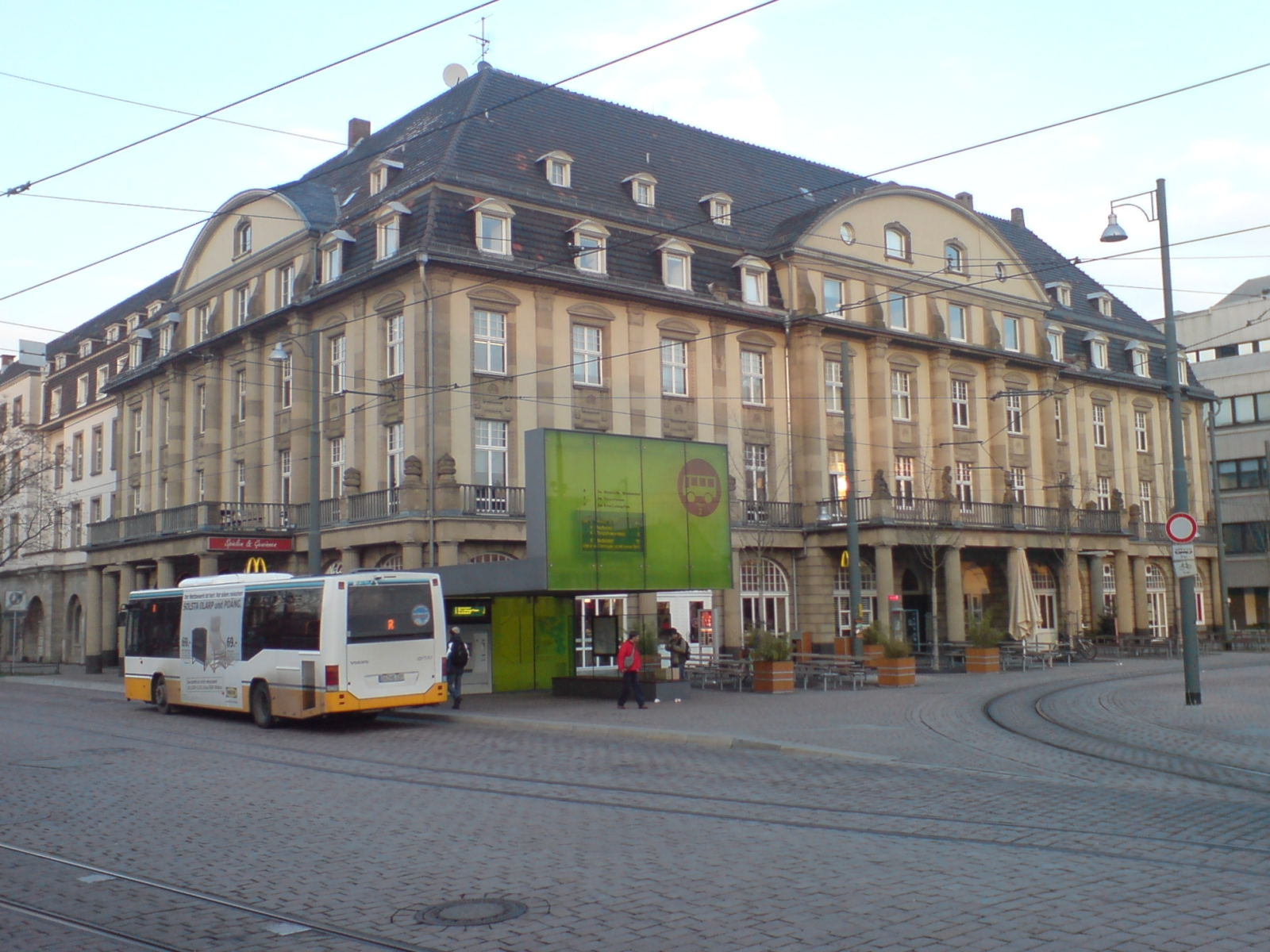
Miele-Haus Darmstadt

Eugen Seibert (* 13. August 1883 in Mannheim; † 24. September 1938 in München) war ein deutscher Architekt; er führte gemeinsam mit Georg Markwort das Architekturbüro Markwort und Seibert in Darmstadt.

## Realisierungen des Büros Markwort und Seibert
- 1912: Bahnhofshotel in Darmstadt
- 1916: Grube Amalienhöhe bei Waldalgesheim
- 1920: Aufstockung und Erweiterung der Betriebsgebäude im Weingut J. Neus, Ingelheim
- 1926: Altes Schalthaus in Darmstadt[2]
- 1927: Ölschiefer-Kesselhaus in Messel[3]
- 1928: Büro- und Geschäftshaus in Darmstadt für die Miele Verkaufsleitung Süddeutschland. Der charakteristische Miele-Schriftzug wurde nach Aufgabe des Standortes Ende der 80er Jahre entfernt.[4]
- 1928: Hauptlaboratorium der Firma Merck KGaA in Darmstadt
- 1936: Alice-Hospital Darmstadt
- 1938: Verwaltungsgebäude der Chemischen Werke Kalle in Wiesbaden